# Гіят Шах
Гіят Шах або Гіяс ад-дін Шах(д/н — 1500) — султан Малави у 1469—1500 роках.

## Життєпис
Був старшим сином Махмуда Шаха I. За його правління обіймав пост полководця. Відповідно до свідчень Ферішти, 1469 року невдовзі після сходження на престол Махмуд влаштував грандіозний бенкет, на якому оголосив, що після тридцятичотирирічного правління він передасть владу своєму синові. 
Загалом дотримувався мирних відносин з усіма сусідами, сприяючи розвитку господарства та торгівлі султанату. Перебував у добрих відносинах з раджпутами, зокрема Меварським князівством, оженившись на доньці магарани Удай Сінґха I. 1484 року прийшов на допомогу Равалу Джай Сінґху, раджі Чампана, коли той зазнав нападу гуджаратського султана Махмуд-шаха I. змусивши останнього відступити ще до початку битви. Створив з жінок-рабинь (абісинок та тюрчанок) особисту гвардію.
Гіяс вів розгульне життя (при його дворі було 12-16 тис. жінок: наложниць, служниць, музик, танцівниць і борчинь), але був дуже релігійною людиною. Він утримувався від вживання алкогольних напоїв та продуктів харчування, заборонених вірою. Відповідно до Ферішти, Гіяс наказував своїм слугам стягувати його з ліжка, якщо він проспить ранкову молитву.
Наприкінці його життя стався конфлікт між його синами Насир ад-Діном і  Ала ад-Діном. Першого батько вигнав зі столиці Манду в 1499 році, але той здолав султанські війська і 22 жовтня 1500 року зайняв столицю. Гіят Шах помер через 4 місяці після цього, припускають, що його отруїв Насир ад-Дін.

## Культурна діяльність
Його палац Джахаз-Махал став місцем перебування митців, вчених, письменників, поетів та художників. Для султана  між 1495 і 1505 роками було створено працю «Німатнама-і-Насіруддін-Шахі» («Книга насолоди»). Це кулінарна книга, багато ілюстрована в поєднанні перського та доісламського індійського стилів. Вона містить окрім засобів приготування їжі, 50 мініатюр, зокрема самого султана, його слуг, пейзажі та будівлі.
Був послідовником суфія Муїн ад-Діна Чішти, наказавши спорудити 23-метрові церемоніальні ворота «Буланд Дарваза» в Аджмер Шаріф Даргах на честь вченого. Заснував медресе в Сарангпурі, де навчалося близько 500 представниць правлячої династії та жінок його двору.